# McLaren MP4/3
O MP4/3 é o modelo da McLaren da temporada de 1987 da Fórmula 1. 
Condutores: Alain Prost e Stefan Johansson.
Após 6 anos de colaboração na McLaren como designer (desde 1981 até 1986), John Barnard deixou a equipa de Ron Dennis para assinar pela Ferrari. John Barnard foi responsável pelos fabulosos McLaren MP4/2, e suas evoluções, que dominaram nos anos de 1984 e 1985 e que conquistaram 5 títulos para a McLaren: 3 de pilotos (Lauda em 1984 e Prost em 1985 e 1986) e dois de construtores (1984 e 1985). Para o lugar de Barnard, a McLaren contratou o engenheiro norte-americano Steve Nichols. A escolha de contratar Nichols era a mais natural para a McLaren. Steve Nichols trabalhou na Hercules, empresa americana de foguetões, que desenvolveu o chassis de fibra de carbono para a McLaren no início da década de 80. Aliás foi nessa altura que Barnard conheceu Steve Nichols. Por isso a escolha de Dennis para substituir Barnard foi a mais lógica.
No entanto, quando Steve Nichols chega à McLaren em 1987, veio encontrar um projecto já esgotado e ultrapassado pela Williams-Honda. Nichols sabia que, apesar de Alain Prost ter conquistado o título de pilotos em 1986 mas que aconteceu em parte devido à “guerra” entre os dois pilotos da Williams (Nelson Piquet e Nigel Mansell), tinha que construir um novo carro para a temporada de 1987. Outra dificuldade que surgia era o facto de se saber já que a Porsche não iria desenvolver mais o motor TAG que equipava o McLaren e que no final do ano deixaria de fornecer os motores à equipa de Ron Dennis.
Assim nascia o McLaren MP4-3 que seguia as linhas orientadoras do anterior MP4/2C. Uma das diferenças mais visíveis era ao nível dos flancos e da parte posterior. De resto a frente do MP4-3 era muito semelhante à dos seus antecessores. O motor, como referido acima, continuava a ser o TAG-Porsche.
Outra alteração na equipa foi a contratação do piloto sueco Stefan Johansson, que vinha da Ferrari em 1986, para substituir o finlandês Keke Rosberg, que por sua vez tinha abandonado a Fórmula 1 na última temporada (1986).
Mas mesmo sabendo que iria ser uma dura batalha contra os Williams-Honda de Piquet e Mansell, a McLaren e Alain Prost conseguiram um pequeno prémio na segunda metade do campeonato.
Com o MP4/3 equipado com motor Honda V6 Turbo, Alain Prost e Ayrton Senna utilizaram esse modelo nos testes de pneus em Jacarepaguá, já que o modelo MP4/4 estava com o projeto atrasado e só ficou pronto no final de março de 1988, antes da abertura que aconteceu no início de abril no Brasil, Rio de Janeiro, também em Jacarepaguá.

## Resultados[2]
(legenda) (em itálico indica volta mais rápida)
| Ano  | Chassi | Motor                    | Pneus | N° | Pilotos          | 1   | 2   | 3   | 4   | 5   | 6   | 7   | 8   | 9   | 10  | 11  | 12  | 13  | 14  | 15  | 16  | Pontos | Posição |  |
| ---- | ------ | ------------------------ | ----- | -- | ---------------- | --- | --- | --- | --- | --- | --- | --- | --- | --- | --- | --- | --- | --- | --- | --- | --- | ------ | ------- |  |
|      |        |                          |       |    |                  |     |     |     |     |     |     |     |     |     |     |     |     |     |     |     |     |        |         |  |
|      |        |                          |       |    |                  | BRA | SMR | BEL | MON | USE | FRA | GBR | GER | HUN | AUT | ITA | POR | ESP | MEX | JAP | AUS |        |         |  |
| 1987 | MP4/3  | TAG Porsche P01 V6 Turbo | G     | 1  | Alain Prost      | 1   | Ret | 1   | 9†  | 3   | 3   | Ret | 7†  | 3   | 6   | 15  | 1   | 2   | Ret | 7   | Ret | 76     | 2°      |  |
| 1987 | MP4/3  | TAG Porsche P01 V6 Turbo | G     | 2  | Stefan Johansson | 3   | 4   | 2   | Ret | 7   | 8   | Ret | 2   | Ret | 7   | 6   | 5   | 3   | Ret | 3   | Ret | 76     | 2°      |  |

† Completou mais de 90% da distância da corrida.